# The Dio Years
Black Sabbath: The Dio Years es un compilado de 2007 de la banda británica Black Sabbath. El disco contiene material cantado por Ronnie James Dio, y abarca los álbumes Heaven and Hell (1980), Mob Rules (1981), Dehumanizer (1992) y Live Evil (1982). También contiene tres canciones nuevas: "The Devil Cried", "Shadow of the Wind" y "Ear in the Wall".

## Lista de canciones
Todas fueron escritas por Ronnie James Dio, Tony Iommi y Geezer Butler, excepto donde se indica.

| N.º | Título                                                  | Álbum Original         | Duración |  |
| 1.  | «Neon Knights» (Dio, Iommi, Butler, Bill Ward)          | Heaven and Hell (1980) | 3:51     |  |
| 2.  | «Lady Evil» (Dio, Iommi, Butler, Ward)                  | Heaven and Hell        | 4:23     |  |
| 3.  | «Heaven and Hell» (Dio, Iommi, Butler, Ward)            | Heaven and Hell        | 6:59     |  |
| 4.  | «Die Young» (Dio, Iommi, Butler, Ward)                  | Heaven and Hell        | 4:44     |  |
| 5.  | «Lonely Is the Word» (Dio, Iommi, Butler, Ward)         | Heaven and Hell        | 5:50     |  |
| 6.  | «The Mob Rules»                                         | Mob Rules (1981)       | 3:13     |  |
| 7.  | «Turn Up the Night»                                     | Mob Rules              | 3:42     |  |
| 8.  | «Voodoo»                                                | Mob Rules              | 4:32     |  |
| 9.  | «Falling Off the Edge of the World»                     | Mob Rules              | 5:03     |  |
| 10. | «After All (The Dead)»                                  | Dehumanizer (1992)     | 5:42     |  |
| 11. | «TV Crimes»                                             | Dehumanizer            | 4:02     |  |
| 12. | «I»                                                     | Dehumanizer            | 5:12     |  |
| 13. | «Children of the Sea (Live)» (Dio, Iommi, Butler, Ward) | Live Evil (1982)       | 6:12     |  |
| 14. | «The Devil Cried» (Dio, Iommi)                          | Inédita (2007)         | 6:01     |  |
| 15. | «Shadow of the Wind» (Dio, Iommi)                       | Inédita                | 5:40     |  |
| 16. | «Ear in the Wall» (Dio, Iommi)                          | Inédita                | 4:04     |  |

## Personal
- Ronnie James Dio – voz
- Tony Iommi – guitarra
- Geezer Butler – bajo
- Bill Ward – batería
- Vinny Appice – batería

### Sencillos
| Año  | Sencillo          | Lista                  | Posición |
| ---- | ----------------- | ---------------------- | -------- |
| 2007 | "The Devil Cried" | Mainstream Rock Tracks | 38       |